# George Courtney
George Courtney (Spennymoor, 4 giugno 1941) è un ex arbitro di calcio inglese.

## Carriera
È stato uno dei più famosi e longevi direttori di gara internazionali degli anni ottanta.
In Premier League dal 1974, divenne arbitro FIFA nel 1977, restandovi per ben 15 stagioni, fino all'età di 50 anni.
Nella lunghissima carriera, durante la quale ha collezionato la bellezza di 103 gare internazionali ai quattro angoli del mondo, senza contare le innumerevoli presenze in Premier League ed in Coppa d'Inghilterra, spiccano le due partecipazioni al Campionato mondiale di calcio: nel 1986 dirige, oltre a Messico-Paraguay, anche la finale per il terzo posto tra Francia-Belgio; nel 1990 arbitra Colombia-Emirati Arabi e l'ottavo di finale Italia-Uruguay.
Prende parte all'edizione del Campionato europeo di calcio 1984 in Francia, dove gli tocca la semifinale Spagna-Danimarca. In rappresentanza della Federazione inglese, è selezionato in tutte le più importanti manifestazioni internazionali tra il 1983 e il 1990, fatta eccezione per l'Europeo 1988, dove gli viene preferito il connazionale Keith Hackett.
Viene selezionato anche per il Mondiale Under 20 del 1981 in Australia e per la Coppa d'Asia 1988.
A livello di competizioni per club, si ricordano la finale di Coppa delle Coppe 1988-1989 Barcellona-Sampdoria, e le finali di Coppa UEFA 1981-1982 (Amburgo-IFK Göteborg) e Coppa UEFA 1985-1986 (Real Madrid-Colonia).
Vanta anche la direzione in due semifinali di Coppa dei Campioni (nel 1988 e nel 1990), di una semifinale di Coppa delle Coppe (nel 1987) e di due semifinali in Coppa UEFA (nel 1980 e nel 1983).
Il grande prestigio acquisito lo porta, nel 1990 all'apice della carriera, a posizionarsi al terzo posto nella classifica annuale stilata dall'IFFHS relativa al miglior arbitro della stagione.
Nel 1994 la FIFA gli conferisce inoltre il prestigioso FIFA Special Award.
Preside scolastico per lunghi anni, è stato a capo di un importante progetto voluto dal club del Middlesbrough e patrocinato dalle autorità locali, che ha anche lo scopo di combattere il malessere giovanile segnato da disoccupazione, solitudine, microcriminalità, avvicinando i ragazzi allo sport e facilitando il loro inserimento sociale.
Ora è delegato UEFA nelle partite di Coppe europee.